# Обелиск с острова Филы

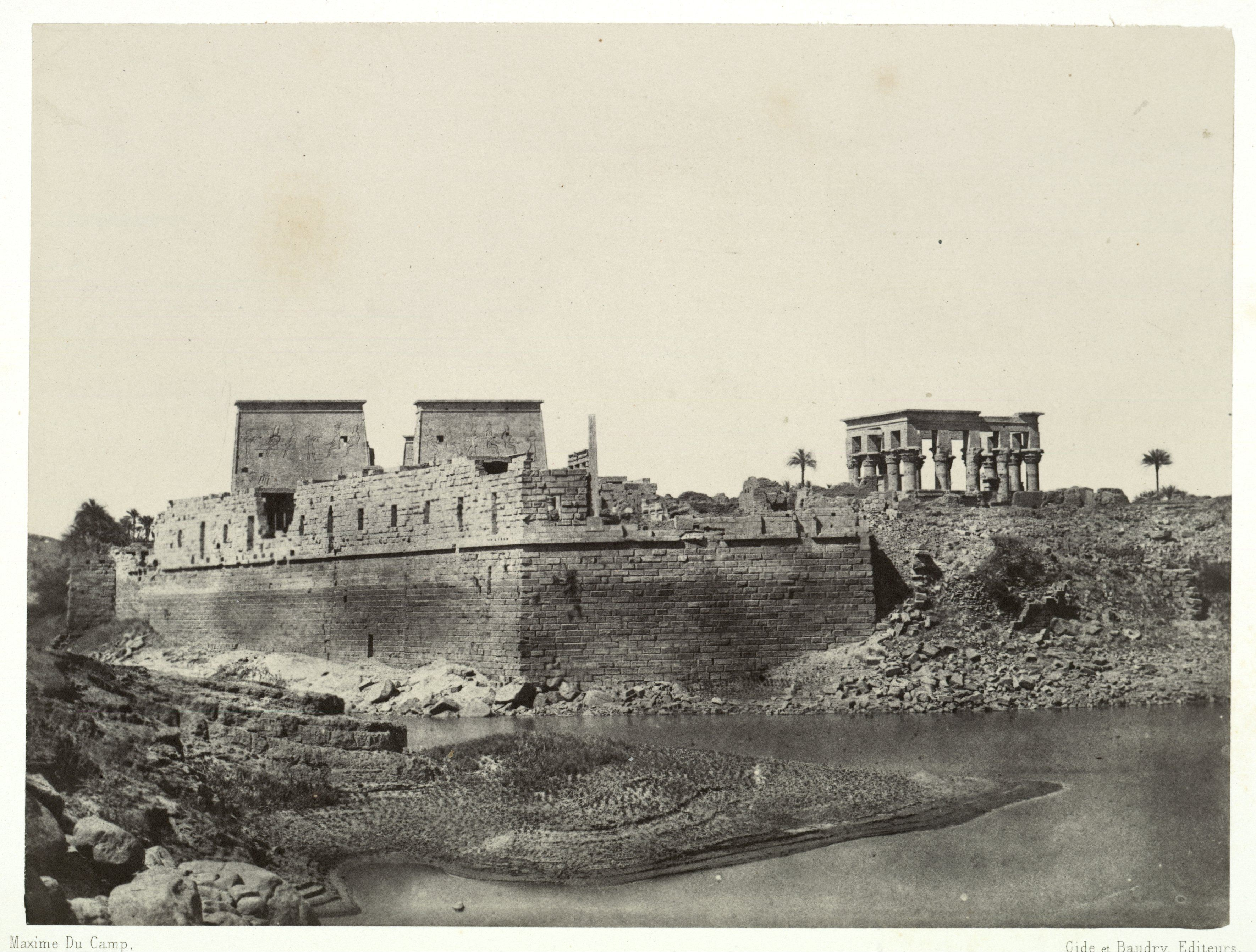
Остров Филы, с которого был вывезен обелиск. Середина XIX века.

Обелиск с острова Филы — памятник древнеегипетской культуры, обелиск из розового гранита. Это один из двух обелисков, снабженных надписями, со священного для древних египтян из-за легенды о погребении там Осириса острова Филы посреди Нила в Верхнем Египте. С 19-го века находится в Англии.

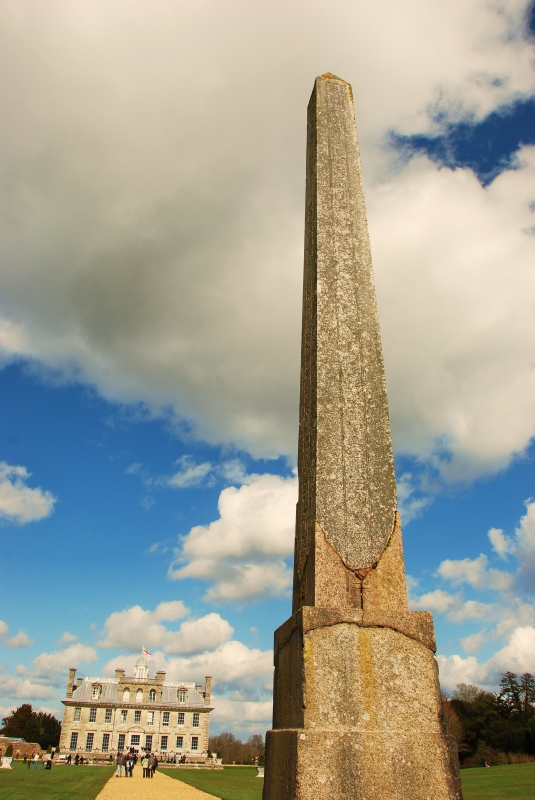
Обелиск с острова Филы на фоне усадебного дома поместья Кингстон-Лейси

Обелиски были найдены в 1815 году и вскоре куплены английским путешественником египтологом Уильямом Джоном Бэнксом, представителем известного аристократического семейства Бэнксов из графства Дорсет, некогда владевшего в этом графстве за́мком Корф. За́мок был снесен по решению английского парламента из-за поддержки его владельцами стороны короля во время Гражданской войны в Англии в XVII веке, и впоследствии семейство обосновалось поблизости от него в поместье Кингстон-Лейси. Именно в Кингстон-Лейси египтолог Бэнкс в XIX веке собрал свою египетскую коллекцию предметов культуры.
Бэнкс заметил на обелиске две надписи — одну на древнеегипетском языке древнеегипетскими иероглифами, другую — на древнегреческом языке. Сравнив два текста, не являвшиеся в целом взаимными переводами, Бэнкс посчитал, что среди иероглифов идентифицировал имена Птолемей и Клеопатра. Впоследствии это было подтверждено исследователями Томасом Юнгом и Жаном-Франсуа Шампольоном, и позже обелиск с надписями помог Шампольону в расшифровке древнеегипетской письменности.

## Надпись на обелиске
Надпись (118—117 до н. э.) содержит прошение жрецов храма Исиды на острове Филы снизить налагаемое на них бремя расходов на церемониальные приемы военных, и благосклонный ответ на это прошение со стороны Птолемея VIII Эвергета II и двух его цариц, Клеопатры II и Клеопатры III.

## Дальнейшая история и современное состояние обелиска
Памятник был показан Бэнксу гидом Джованни Финати, отразившим эту историю в своих записках. Бэнкс обнаружил греческую надпись около 20 строк длиной, скрытую до того под поверхностью земли на находившемся неподалеку пьедестале от, очевидно, упавшего когда-то обелиска.
Обелиск куплен Бэнксом в 1820-х годах, вывезен по его поручению из Египта с помощью знаменитого путешественника и инженера-гидротехника Джованни Бельцони и находится в саду принадлежавшего Бэнксу поместья Кингстон-Лейси, которое, как и многие бывшие дворянские усадьбы Англии, выкупил и сделал доступным для публики Национальный фонд объектов исторического интереса либо природной красоты.
Из-за многотонного веса обелиска его транспортировка представляла значительные технические трудности и едва не закончилась катастрофой. В первый приезд Бэнкса вывоз монумента вообще оказался неосуществимым из-за отсутствия подхоящего снаряжения; он удался лишь во время его второй поездки в Египет в 1818—1819 годах в сопровождении Бельцони, ранее выступавшего в качестве циркового силача, а затем ставшего инженером-гидротехником. Устроенный Бельцони для погрузки монумента временный причал рухнул в воду под весом монолита, который также погрузился в воду. Затем, с небольшим ущербом для камня, его удалось спустить на барже по водопаду вниз по течению Нила. В 1821 году обелиск был привезен в Англию, и герцог Веллингтон предложил его транспортировку до Кингстон-Лейси на орудийном лафете. Пьедестал, откопанный позже, также вызвал трудности с транспортировкой из-за своей большой массы. Он был доставлен на ближайший низкий материковый берег, где пролежал два года, рискуя быть смытым при нильском наводнении, пока решалось, как его доставить. В итоге было решено везти его волоком по суше в обход речных порогов. Последний фрагмент комплекса был привезён из Египта лишь в 1829 году. Самый тяжёлый камень весил почти 11 тонн, и его тянули 19 лошадей. Для починки поврежденных фрагментов использовался ливийский гранит с развалин крупного древнеримского города Лептис-Магна, пожалованный Бэнксу для этой цели британским королём Георгом IV.
Место для установки обелиска к югу от дома было выбрано герцогом Веллингтоном. В 1827 году он заложил камень в основание обелиска; возведение сооружения продолжалось до 1839 года. История памятника и его перемещений отражена в надписи на нём на английском языке.
В 2010-х годах проводились исследования состояния обелиска и надписей на нём с использованием новейших методик. Оксфордские ученые надеются лучше разобрать нечетко читавшуюся греческую надпись, а также удостовериться, что на старой литографии египетские иероглифы воспроизведены с обелиска правильно. Для этого надписи фотографируются под разными углами, что позволит устранить искажение изображений рельефных знаков их тенями (рефлективная трансформационная визуализация, англ. RTI — reflective transformational visualisation — см. Polynomial texture mapping).

## Интересные факты
- Интерес к древнеегипетскому наследию и, в частности, наследию острова Филы был подогрет европейскими средствами массовой информации в связи с проведением исследовательского космического полета в рамках проекта Европейского космического агентства «Розетта» к комете Чурюмова-Герасименко с посадкой 12 ноября 2014 года на ядро кометы спускаемого аппарата «Филы», названного в честь острова[7]. Весь проект также назван по важному европейскому открытию в области древнеегипетской культуры, а один из лабораторных модулей назван «Птолемей»[7][8].